# Matías Caruzzo
Matías Nicolás Caruzzo (Buenos Aires, 15 de agosto de 1984) é um ex-futebolista argentino que jogava como zagueiro, teve grandes passagens em clubes como o Boca Juniors, Argentinos Juniors e o San Lorenzo.

## Carreira
Matías Caruzzo e um típico Italo-Argentino: seu pai Italiano e sua mãe Espanhola.
Começou sua carreira no Argentinos Juniors em 2006, onde ficou até 2010, ano em que foi campeão do Campeonato Argentino (Clausura). Em 2010 acertou com o Boca Juniors. Foi campeão do Campeonato Argentino (Apertura) em 2011. É Lembrado por muitos até hoje, como o zagueiro que levou uma mordida na mão do atacante Emerson Sheik no jogo de volta da Libertadores da América de 2012.

## Estatísticas
Até 17 de abril de 2012.

### Clubes
| Clube              | Temporada         | Campeonato nacional | Campeonato nacional | Copa nacional[a] | Copa nacional[a] | Competições continentais[b] | Competições continentais[b] | Outros torneios[c] | Outros torneios[c] | Total | Total |
| Clube              | Temporada         | Jogos               | Gols                | Jogos            | Gols             | Jogos                       | Gols                        | Jogos              | Gols               | Jogos | Gols  |
| ------------------ | ----------------- | ------------------- | ------------------- | ---------------- | ---------------- | --------------------------- | --------------------------- | ------------------ | ------------------ | ----- | ----- |
| Argentinos Juniors | 2008-09           | 34                  | 0                   | 0                | 0                | 8                           | 0                           | -                  | -                  | 42    | 0     |
| Argentinos Juniors | 2009-10           | 37                  | 2                   | 0                | 0                | 0                           | 0                           | -                  | -                  | 37    | 2     |
| Argentinos Juniors | Total             | 71                  | 2                   | 0                | 0                | 8                           | 0                           | 0                  | 0                  | 79    | 2     |
| Boca Juniors       | 2010-11           | 34                  | 0                   | 0                | 0                | 0                           | 0                           | -                  | -                  | 34    | 0     |
| Boca Juniors       | 2011-12           | 13                  | 0                   | 4                | 0                | 6                           | 0                           | -                  | -                  | 23    | 0     |
| Boca Juniors       | 2012-13           | 20                  | 1                   | 2                | 0                | 8                           | 0                           | 1                  | 0                  | 30    | 1     |
| Boca Juniors       | 2012-13           | 6                   | 1                   | 0                | 0                | 0                           | 0                           | -                  | -                  | 6     | 1     |
| Boca Juniors       | Total             | 73                  | 2                   | 6                | 0                | 14                          | 0                           | 1                  | 0                  | 93    | 2     |
| Total na carreira  | Total na carreira | 144                 | 4                   | 6                | 0                | 22                          | 0                           | 1                  | 0                  | 172   | 4     |

- a. ^ Jogos da Copa Argentina
- b. ^ Jogos da Copa Libertadores
- c. ^ Jogos do Jogo amistoso

## Títulos
Argentinos Juniors
- Campeonato Argentino (Clausura): 2010

Boca Juniors
- Campeonato Argentino (Apertura): 2011
- Copa Argentina de Fútbol: 2011-12

San Lorenzo
- Supercopa Argentina: 2015